# Zimbabue en los Juegos Olímpicos de Moscú 1980
Zimbabue estuvo representado en los Juegos Olímpicos de Moscú 1980 por un total de 42 deportistas, 23 hombres y 19 mujeres, que compitieron en 10 deportes.
El portador de la bandera en la ceremonia de apertura fue el atleta Abel Nkhoma.

## Medallistas
El equipo olímpico zimbabuense obtuvo las siguientes medallas:
| Nombre | Deporte             | Competición |
| ------ | ------------------- | ----------- |
| Oro    |                     |             |
| Equipo | Hockey sobre hierba | Torneo F    |
| Plata  |                     |             |
| —      |                     |             |
| Bronce |                     |             |
| —      |                     |             |